# Florent Marchet
Florent Marchet (Bourges, 21 de junio de 1975) es un actor, compositor e intérprete francés.

## Biografía
Nació en una familia de artistas (sus padres fueron concertistas). A la edad de 5 años comenzó a tocar el piano y llevó a cabo sus estudios en el conservatorio de música y danza de Bourges.
Su debut se remonta a 1996, dando conciertos con sus propias canciones de música irlandesa en teatros y en pequeños escenarios. También durante este periodo interviene como músico en colegios, psiquiátricos y cárceles. Además aprende a utilizar un gran número de instrumentos como la guitarra, el bajo, la mandolina y el acordeón. 
En 2001, en su apartamento de Montreuil, con la ayuda de un home-studio comienza a grabar sus primeras canciones. Durante este período colabora con Frédéric Lo (juntos escribirán «Ce n’est pas rien» para Sylvie Vartan).
En 2002, aparece en el recopilatorio C.Q.F.D de inrocks. Ese mismo año firma un contrato con el editor de la misma (Strictly Confidential). Al siguiente año ya trabajaba bajo la firma Barclay/Universal.

## Gargilesse
Su primer álbum salió el 11 de mayo de 2004; tiene por título Gargiless, cuyo nombre fue escogido de un pueblo de Berry por el que solía pasear con sus padres en su infancia. Tras la grabación fue acompañado por François Poggio (guitarrista), Pete Thomas y Charlie Poggio (baterías). Este álbum se grabó en dos sitios: Bélgica, en el estudio ICP y en el propio Gargilesse. 
El cantante Christophe Miossec interpretó la canción Je m'en tire pas mal. También graba baterías, pianos y guitarras. El álbum fue mezclado por Stéphane Prin en el estudio Davout en París. El fotógrafo de arte Fréger hace su cubierta.
Florent Marchet estuvo de gira en Francia en más de un centenar de fechas, entre las que destacan el Festival des Vieilles Charrues y Printemps de Bourges. Por este álbum fue nominado para el premio Constantin, para un premio de la Academia Charles Cros y para otro del FAIR. En 2005 realizó su primera colaboración con Clarika, con quien compuso la canción "Love is Here" en el álbum "Joker".